# تلسکوپ به‌شدت بزرگ
تلسکوپ به‌شدت بزرگ (به انگلیسی: Overwhelmingly Large Telescope) که به‌اختصار OWL نیز نامیده می‌شود، یک طرح مفهومی مطرح‌شده توسط سازمان رصدخانه جنوبی اروپا (ESO) برای یک تلسکوپ بس‌بزرگ بود که قرار بود یک دیافراگم منفرد به قطر ۱۰۰ متر داشته باشد. به دلیل پیچیدگی و هزینه ساخت تلسکوپی به این اندازه بی‌سابقه، سازمان رصدخانه جنوبی اروپا بر روی ساخت تلسکوپی با قطر دهانه ۳۹ متر تمرکز کرده‌است که تلسکوپ بس‌بزرگ اروپایی نامیده می‌شود.